# Jean-Christophe Boullion
Jean-Christophe Joël Louis Boullion (Saint-Brieuc, 1969. december 27. –) francia autóversenyző.

## Pályafutása

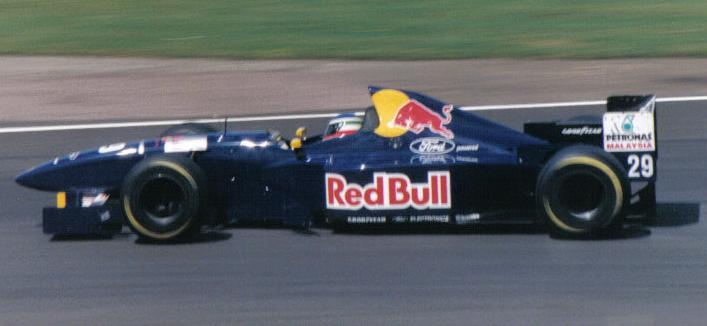
1995-ben a Sauber csapatánál

1993-ban debütált a nemzetközi Formula–3000-es bajnokságban, majd 1994-ben megnyerte azt.
1995-ben került a Formula–1-be. Noha a Williams csapat tesztpilótája volt, tizenegy futamon vett részt a Sauber istállóval. Boullion Karl Wendlinger helyét vette át a csapatnál, és összesen három pontot gyűjtött az év folyamán. Formula–1-es versenyen többé nem állt rajthoz, de 1996-ban és 1997-ben továbbra is a Williams tesztpilótája volt.
1994 óta összesen tizenegy alkalommal vett részt a Le Mans-i 24 órás autóversenyen. Legelőkelőbb helyezését a 2005-ös futamon érte el amikor is Emmanuel Collard és Érik Comas társaként a második helyen ért célba.

## Eredményei

### Le Mans-i 24 órás autóverseny
| Év   | Csapat              | Autó                | Csapattárs         | Csapattárs      | Helyezés | Kiesés oka |
| ---- | ------------------- | ------------------- | ------------------ | --------------- | -------- | ---------- |
| 1994 | Michel Hommell      | Bugatti EB110       | Alain Cudini       | Éric Hélary     | Kiesett  | Baleset    |
| 1997 | Société DAMS        | Panoz GTR-1         | Éric Bernard       | Franck Lagorce  | Kiesett  |            |
| 1998 | Jabouille-Bouresche | Ferrari 333 SP      | Vincenzo Sospiri   | Jérôme Policand | Kiesett  | Hajtómű    |
| 2000 | ROC                 | Reynard 2KQ         | Jordi Gené         | Jérôme Policand | Kiesett  | Motorhiba  |
| 2001 | Pescarolo Sport     | Courage C60         | Sébastien Bourdais | Laurent Redon   | 13.      |            |
| 2002 | Pescarolo Sport     | Courage C60         | Sébastien Bourdais | Franck Lagorce  | 10.      |            |
| 2003 | Pescarolo Sport     | Courage C60         | Stéphane Sarrazin  | Franck Lagorce  | 8.       |            |
| 2005 | Pescarolo Sport     | Pescarolo C60       | Emmanuel Collard   | Érik Comas      | 2.       |            |
| 2007 | Pescarolo Sport     | Pescarolo 01        | Emmanuel Collard   | Romain Dumas    | 3.       |            |
| 2008 | Pescarolo Sport     | Pescarolo 01        | Emmanuel Collard   | Romain Dumas    | Kiesett  | Motorhiba  |
| 2009 | Pescarolo Sport     | Peugeot 908 HDi FAP | Benoît Tréluyer    | Simon Pagenaud  | Kiesett  | Baleset    |

### Teljes Formula–1-es eredménysorozata
(Táblázat értelmezése)

(Félkövér: pole-pozícióból indult; dőlt: leggyorsabb kört futott) 

| Év   | Csapat               | Modell     | Motor   | 1   | 2   | 3   | 4   | 5     | 6      | 7      | 8     | 9     | 10     | 11     | 12    | 13     | 14     | 15     | 16  | 17  | Helyezés | Pont |
| ---- | -------------------- | ---------- | ------- | --- | --- | --- | --- | ----- | ------ | ------ | ----- | ----- | ------ | ------ | ----- | ------ | ------ | ------ | --- | --- | -------- | ---- |
| 1995 | Red Bull Sauber Ford | Sauber C14 | Ford V8 | BRA | ARG | SMR | ESP | MON 8 | CAN Ki | FRA Ki | GBR 9 | GER 5 | HUN 10 | BEL 11 | ITA 6 | POR 12 | EUR Ki | PAC Ki | JPN | AUS | 16.      | 3    |